# Biała księga dialogu międzykulturowego
Biała księga dialogu międzykulturowego – dokument Rady Europy przyjęty podczas posiedzenia tej rady w dniach 6–7 maja 2008 przez ministrów spraw zagranicznych 47 krajów członkowskich Rady.
Dokument zawiera propozycje promocji idei dialogu międzykulturowego, poszanowania i wzajemnego zrozumienia bazującego na wartościach, którymi kieruje się Rada Europy. Jest rozwinięciem tzw. Deklaracji warszawskiej z 2005, która zawierała różne zadania, np. promowanie projektów międzykulturowych i tworzenie sieci szkół politologicznych mających za cel promowanie fundamentalnych wartości europejskich.
Podejście międzykulturowe zapewniać ma według autorów przyszłościowy model zarządzania różnorodnością kulturową. Autorzy proponują koncepcję opartą na indywidualnej godności ludzkiej (obejmującą jednak tylko wspólne człowieczeństwo i wspólne przeznaczenie). Według twórców zaistnienie tożsamości europejskiej (jeśli do tego dojdzie), będzie oparte na wspólnych fundamentalnych wartościach, szacunku dla wspólnego dziedzictwa i różnorodności kulturowej, jak również szacunku dla równej godności każdej jednostki. Dialog międzykulturowy posiada w tym zakresie kluczową rolę – pozwala zapobiec podziałom etnicznym, religijnym, językowym i kulturowym. Umożliwia rozwój, radzenie sobie z tożsamościowymi odmiennościami w sposób konstruktywny i demokratyczny, w oparciu o podzielane przez wszystkich wartości uniwersalne. Według zapisów księgi, debata publiczna musi szanować różnorodność kulturową. Publiczne wypowiedzi rasistowskie, ksenofobiczne lub dotyczące innej formy nietolerancji, niezależnie od tego czy wypowiedziane zostały przez indywidualne osoby w urzędach państwowych, czy przez członków społeczeństwa obywatelskiego, powinny zostać odrzucone i potępione, w zgodzie z odpowiednimi zapisami Europejskiej konwencji praw człowieka.
W dokumencie tym zwrócono szczególną uwagę na konieczność pogłębiania spójności społecznej w drodze promowania wielokulturowości (rozdział 1.4, paragraf 24 mówi: W rozumieniu Rady Europy spójność społeczna to zdolność społeczeństwa do zapewnienia pomyślności wszystkim swym członkom, przy jednoczesnym zminimalizowaniu nierówności i unikaniu polaryzacji. Spójne społeczeństwo jest wspólnotą ludzi wolnych, którzy pomagają sobie nawzajem i osiągają wspólne cele za pomocą demokratycznych środków).
W księdze zawarto pięć strategii promujących dialog międzykulturowy, m.in. zadania edukacyjne mające na celu wychowanie tzw. obywateli międzykulturowych.